# Tinagma bledella
Tinagma bledella är en fjärilsart som beskrevs av Pierre Chrétien 1915. Tinagma bledella ingår i släktet Tinagma och familjen skäckmalar. Inga underarter finns listade i Catalogue of Life.